# Neolestes torquatus
Bulbul-de-colar ou tuta-de-colar-preto (Neolestes torquatus) é uma espécie de ave da família Pycnonotidae. É a única espécie do género Neolestes.
Pode ser encontrada nos seguintes países: Angola, República do Congo, República Democrática do Congo, Gabão, Ruanda e Zâmbia.
Os seus habitats naturais são: savanas áridas.